# Topomyia apsarsae
Topomyia apsarsae är en tvåvingeart som beskrevs av Klein 1977. Topomyia apsarsae ingår i släktet Topomyia och familjen stickmyggor.
Artens utbredningsområde är Kambodja. Inga underarter finns listade i Catalogue of Life.